# لوکاس تریوینیو
لوکاس تریوینیو (انگلیسی: Lucas Triviño؛ زادهٔ ۲۴ آوریل ۱۹۹۲) بازیکن فوتبال اهل آرژانتین است.